# Synod w Rimini
Synod w Rimini (zwany także synodem w Ariminum) –  wczesnochrześcijańskie zgromadzenie biskupów Kościoła zachodniego odbyte na polecenie cesarza Konstancjusza II w lipcu 359 r. w Ariminum (współczesne Rimini we Włoszech). Celem synodu było zażegnanie kryzysu ariańskiego. Analogiczny synod odbył się dla biskupów Wschodu w Seleucji.

## Historia
Synod obradował głównie nad interpretacją orzeczeń soboru nicejskiego (325 r.) na temat natury Drugiej Osoby w Trójcy – Jezusa Chrystusa. Wzięło w nim udział ponad czterystu biskupów. Doszło wśród nich do podziału w stosunku do Symbolu przygotowanego na synodzie w Sirmium. Jedni opowiedzieli się za ariańską interpretacją wyrażoną w tym wyznaniu wiary, używającą gr. określenia homoios – podobny Ojcu, zamiast użytego w Nicei homousios – współistotny. Inni mocno bronili sformułowań Credo nicejskiego. Postanowienia zostały odrzucone przez papieża Liberiusza po odzyskaniu wolności.